# Tyrrell 015
Der Tyrrell 015 ist ein Formel-1-Rennwagen des ehemaligen britischen Rennstalls Tyrrell, der in der Saison 1986 eingesetzt wurde. Er ist das zweite und letzte Modell des Teams, das mit einem Turbomotor ausgestattet war. Tyrrell erzielte mit dem 015 nur vereinzelt Weltmeisterschaftspunkte; Unfälle und zahlreiche Defekte verhinderten regelmäßige Zielankünfte.

## Entstehungsgeschichte
Die von Ken Tyrrell gegründete Tyrrell Racing Organisation aus Ockham, Woking war in den frühen 1970er-Jahren das erfolgreichste und am effizientesten geführte Team der Formel 1. Tyrrell hatte mit Jackie Stewart 1969, 1971 und 1973 die Fahrerweltmeisterschaft gewonnen, einmal als Kundenteam mit Matra-Chassis und zweimal mit selbst konstruierten Rennwagen. 1973, das Jahr des dritten Titelgewinns, wurde zu einem Wendepunkt in der Geschichte des Teams. Nach dem Rückzug Stewarts, der zeitlich mit dem Unfalltod seines designierten Nachfolgers François Cevert zusammenfiel, gelang es Tyrrell nicht mehr, sich wieder dauerhaft konkurrenzfähig aufzustellen. Nachdem der Versuch, mit dem avantgardistischen Sechsradwagen P34 technische Vorteile zu schaffen, gescheitert war, brachte Tyrrell zunächst sehr konventionelle Konstruktionen an den Start. Durch den Wegfall des langjährigen Sponsors Elf geriet das Team zu Beginn der 1980er-Jahre zudem in wirtschaftliche Schwierigkeiten, von denen es sich nicht mehr erholte. In der sogenannten Turbo-Ära hielt Ken Tyrrell lange an Saugmotoren fest, weil er aufgeladene Motoren für regelwidrig hielt. 1984 war Tyrrell das letzte Team, das noch durchgängig mit Saugmotoren fuhr. In diese Zeit fiel auch der Ausschluss des Teams aus der Weltmeisterschaft, nachdem Tyrrells Versuche, durch illegale Beeinflussung des Wagengewichts Vorteile zu erzielen, aufgedeckt worden waren.
Die Saison 1985 wurde zu einem Neuanfang für Tyrrell. Zu Jahresbeginn sicherte sich das Team aufgeladene Kundenmotoren von Renault. Tyrrells erstes Turbo-Auto, der 014, erschien im Sommer 1985. Der Wagen war eine Kombination von Chassis und Aufhängung des alten, für den Cosworth-Saugmotor konstruierten 012 mit dem starken Renault-Motor und galt als schnell gemachtes, unausgereiftes Auto; Martin Brundle beschrieb den 014 rückblickend als „ein Monster“ und „ein desaströses Auto“. Für die Saison 1986 setzte Tyrrell – ebenso wie Lotus und Ligier – die Verbindung mit Renault als Motorenlieferant fort, war aber im Gegensatz zu Lotus kein Vorzugskunde.
Für 1986 konstruierte Tyrrell den 015, der den 014 ablöste. Der Tyrrell 015 debütierte mit Verzögerung zum vierten Lauf der Weltmeisterschaft 1986 in Monaco. Tyrrell konnte das Potential des 015 nicht ausschöpfen. Seine späte Fertigstellung und mehrere schwere Unfälle zu Saisonbeginn, die aufwendige Reparaturen notwendig machten, verhinderten eine konsequente Weiterentwicklung des Autos. Mit insgesamt 11 Weltmeisterschaftspunkten, von denen zwei mit dem alten 014 erzielt wurden, belegte Tyrrell zu Saisonende Rang sieben der Konstrukteurswertung. Damit war es das schwächste aller Renault-Teams.
Als die FISA im Oktober 1986 beschloss, ab 1987 als Alternative zu den teuren und aufwendigen Turbomotoren wieder Saugmotoren zuzulassen, entschied sich Tyrrell „mit offensichtlicher Erleichterung“ als eines der ersten Teams für die Rückkehr in die Saugmotorklasse. Der Tyrrell DG016, der dem 015 zum Großen Preis von Brasilien 1987 nachfolgte, wurde dementsprechend wieder von einem Cosworth-Saugmotor angetrieben.

## Technik

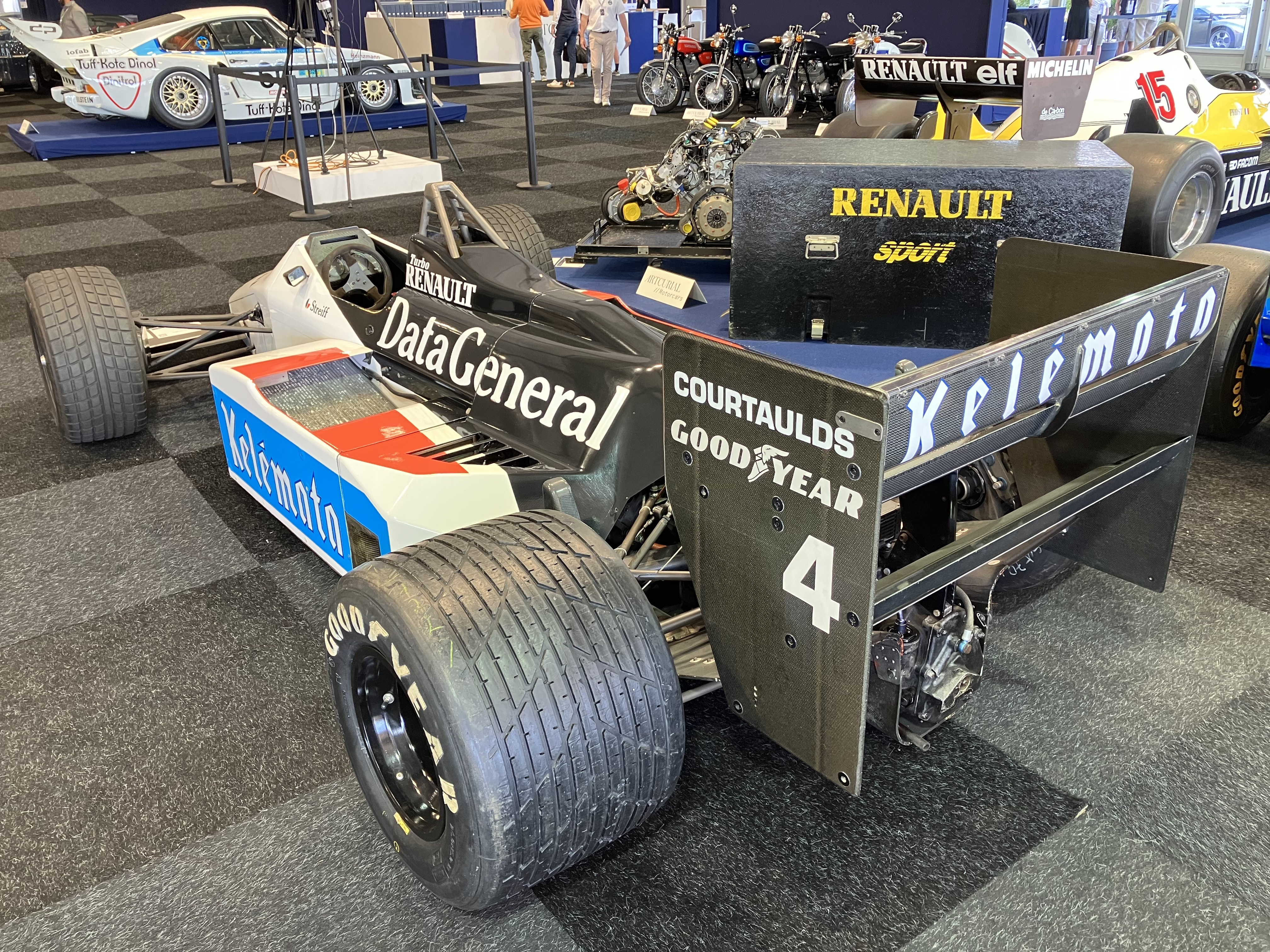
Tyrrell 015 mit Renaults EF15C-Turbomotor

Konstrukteur des Tyrrell 015 war Maurice Philippe, Tyrrells langjähriger technischer Direktor. Obwohl Tyrrell mit Blick auf den neuen Hauptsponsor Data General, einen US-amerikanischen Computerhersteller, in der Presse viel Werbung zum Thema computerunterstützter Konstruktion machte, verlief der Konstruktionsprozess des 015 noch weitestgehend konventionell; erst der Nachfolger DG016 profitierte von der Einbindung größerer Rechner.
Einige Quellen beschreiben den Tyrrell 015 als eine komplette Neukonstruktion, andere sehen ihn lediglich als einen modifizierten 014 an.
Der 015 hatte ein neu entwickeltes Monocoque aus kohlenstofffaserverstärktem Kunststoff. Es war verwindungsfester als das des 014. Eine Besonderheit des Tyrrell war – wie schon bei den älteren Modellen 012 und 014 – die sehr niedrige Fahrzeugnase und die vor dem Lenkrad stark ansteigende Cockpiteinfassung. Die Aerodynamik wurde im Windkanal von MIRA entwickelt. Die Karosserie hat weichere Übergänge als die des Vorgängermodells. Anders als beim 014 ist der Motor vollständig abgedeckt; die Form der Abdeckung verbesserte im Vergleich zum 014 die Anströmung des Heckflügels. Am Heck kam ein neu konstruierter, zwei Leitbleche tragender Heckflügel zum Einsatz.
Als Antrieb verwendete Tyrrell ebenso wie Renaults sonstige Kunden auch den Sechszylinder-V-Turbomotor der Baureihe EF15 in C-Spezifikation. Seine Leistung im Rennmodus wird in der Literatur auf 780 bis 850 PS geschätzt; in der Qualifikation standen kurzfristig bis zu 1300 PS zur Verfügung. Die Kraftübertragung übernahm ein quer eingebautes Sechsganggetriebe, das Tyrrell unter Verwendung von Hewland-Teilen selbst konstruiert hatte.
Das Fahrwerk war eine Neuentwicklung. Anders als der 014, der Zugstreben hatte, sind es beim 015 Schubstreben. Die Befestigungen der Querlenker wurden neu konstruiert. Die Stoßdämpfer kamen von Koni, die an den Rädern installierten Karbonbremsen von AP.

## Produktion
Tyrrell baute im Laufe des Jahres 1986 insgesamt vier Chassis, von denen das erste bereits vor dem geplanten Renndebüt des 015 durch einen Unfall bei einer Testfahrt zerstört wurde.

## Lackierung und Sponsoring
Der Tyrrell 015 war weiß und blau lackiert. Tyrrells Hauptsponsor war in diesem Jahr Data General, dessen Schriftzug auf den Seiten der Motorabdeckung gezeigt wurde. Bei einzelnen Rennen warb das italienische Pharmazieunternehmen Kelémata, das lange mit Osella verbunden gewesen war, auf den Seitenkästen. Anlässlich des Großen Preises von Italien kehrte der Schriftzug des deutschen Felgenherstellers ATS in die Formel 1 zurück, der von 1977 bis 1984 einen eigenen Rennstall unterhalten hatte: ATS warb hier auf den Seitenkästen des Tyrrell 015. Hinzu kamen Aufkleber der technischen Ausrüster Goodyear (Reifen), Elf Aquitaine (Benzin) und Koni (Stoßdämpfer).

## Renneinsätze
Tyrrells Stammfahrer waren 1986 der Brite Martin Brundle und der Franzose Philippe Streiff. Das Renndebüt des Tyrrell 015 war der Große Preis von Monaco im Mai 1986. Der Tyrrell 015 qualifizierte sich zu jedem Rennen, zu dem er gemeldet wurde. Beide Autos zusammengenommen, gab es 24 Starts und 11 Zieleinläufe. Nur bei drei Rennen kamen die Fahrer in den Punkterängen ins Ziel: In Großbritannien belegten sie die Plätze fünf (Brundle) und sechs (Streiff), und auch in Australien gab es eine Doppelwertung in den Punkterängen. Einen weiteren Punkt fuhr Brundle in Ungarn ein.
Abgesehen davon war die Saison von technischen Defekten und einzelnen Unfällen bestimmt. Vor dem Großen Preis von Kanada wurde einer der beiden 015 bei einem Unfall so stark beschädigt, dass er für die beiden nordamerikanischen Rennen nicht zur Verfügung stand; hier musste Streiff jeweils den alten 014 fahren. Es gab mehrere Turboschäden, so in Mexiko und zuvor bereits in Frankreich, wo Streiffs 015 unmittelbar vor der Boxengasse Feuer fing und nahezu vollständig ausbrannte. Zu weiteren Motorschäden kam es in Deutschland und Österreich (jeweils Streiff) und in Portugal (beide).
Vereinzelt bereitete der Benzinverbrauch der Renault-Motoren Probleme. Zum Saisonabschluss in Australien lagen beide Tyrrell kurz vor Rennende auf Positionen, die einen Zieleinlauf auf Podiumsplätzen erwarten ließen. Zunächst fiel Steiff wegen Treibstoffmangels aus, in der letzten Runde dann auch Brundle, der an dritter Stelle lag. Wegen der zurückgelegten Distanz wurden beide Fahrer als Vierter bzw. Fünfter gewertet.

## Ergebnisse
| Fahrer                          | Nr.                             | 1 | 2 | 3 | 4   | 5   | 6 | 7   | 8   | 9 | 10  | 11 | 12  | 13 | 14  | 15  | 16 | Punkte | Rang |
| ------------------------------- | ------------------------------- | - | - | - | --- | --- | - | --- | --- | - | --- | -- | --- | -- | --- | --- | -- | ------ | ---- |
| Formel-1-Weltmeisterschaft 1986 | Formel-1-Weltmeisterschaft 1986 |   |   |   |     |     |   |     |     |   |     |    |     |    |     |     |    | 9 (11) | 7.   |
| Martin Brundle                  | 3                               |   |   |   | DNF | DNF | 9 | DNF | 10  | 5 | DNF | 6  | DNF | 10 | DNF | 11  | 4  | 9 (11) | 7.   |
| Philippe Streiff                | 4                               |   |   |   | 12  | 11  |   |     | DNF | 6 | DNF | 8  | DNF | 9  | DNF | DNF | 5  | 9 (11) | 7.   |